# جون مكنيل (متسابق دراجات نارية)
جون مكنيل (بالإنجليزية: John McNeill)‏ هو متسابق دراجات نارية أسترالي، ولد في 4 أغسطس 1955 في Footscray, Victoria ‏ في أستراليا.